# Балканабадская ГЭС
Балканабадская ГЭС, также известная как Небит-Дагская ГЭС — туркменская электростанция в городе Балканабад. Одна из самых мощных электростанций на западе страны.

## Описание
Характеризуется как газотурбинная ГРЭС. Введена в эксплуатацию в 1964 году. В 1981 году на ней были установлены четыре экспериментальные газотурбинные установки суммарной мощностью 48 МВт, которые после отработки нормативного моторесурса и в связи с физическим износом были списаны. В декабре 2003 года в эксплуатацию введена газотурбинная установка из трёх турбин мощностью 42 МВт каждая (итого 126 МВт) фирмы General Electric.
В апреле 2010 года были введены ещё две газотурбинные установки мощностью 127,1 МВт каждая, что повысило суммарную мощность до 380,2 МВт. Стоимость установки составила 137 млн евро, финансирование осуществляли Министерство энергетики и промышленности Туркменистана совместно с турецкими партнёрами; оборудование поставлялось из Германии, Франции и Турции. Были дополнительно смонтированы 11 ячеек для подключения новых ЛЭП-220/110 кВ. В дальнейшем ожидается расширение ГЭС к 2030 году путём строительства двух паровых турбин мощностью 60 и 120 МВт соответственно, что повысит суммарную мощность до 560 МВт, а по масштабам Балканабадская ГЭС будет уступать только Марыйской (в 2010 году площадь электростанции составляла более 80 тыс. м².
Благодаря Балканабадской ГЭС действует межгосударственная линия электропередачи ВЛ-220 кВ «Балканабад-Гонбад», обеспечивающая поставку электроэнергии в Иран. Также электростанция используется для обеспечения электроснабжения нефтяного, газового и химического комплексов Балканского велаята. Ожидается в будущем строительство линии электропередачи мощностью 400 кВ для экспорта электроэнергии в Афганистан и Пакистан.